# Конвой №7072
Конвой № 7072 — японський конвой часів Другої світової війни, проведення якого відбувалось у грудні 1943.
Вихідним пунктом конвою був атол Трук у центральній частині Каролінських островів, де до лютого 1944-го була головна база японського ВМФ у Океанії та транспортний хаб, що забезпечував постачання до Рабаула (головна передова база в архіпелазі Бісмарка, з якої провадились операції на Соломонових островах та сході Нової Гвінеї) та Східної Мікронезії. Пунктом призначення став інший важливий транспортний хаб Палау на заході Каролінських островів, через який, зокрема, міг відбуватись зв'язок із нафтовидобувними регіонами Індонезії.
До складу конвою увійшли танкери «Фуджісан-Мару» та «Сінкоку-Мару» (Shinkoku Maru), тоді як охорону забезпечували есмінці «Таманамі» та «Сімакадзе» і сторожовий корабель PB-102 (колишній американський есмінець USS Stewart, що був затоплений у Сурабаї в початковий період війни).
Загін вийшов із бази 7 грудня 1943-го. На підходах до Труку та Палау традиційно діяли американські підводні човни, втім, цього разу перехід пройшов без інцидентів і 11 грудня конвой № 7072 успішно прибув на Палау.
Можливо також відзначити, що невдовзі обидва танкери вирушать до нафтовидобувного регіону Борнео у складі конвою № 2515.